# Club Social y Deportes Linares Unido
O Club Social y Deportes Linares Unido é um clube de futebol do Chile, com sede em Linares, cidade localizada na região de Maule. Foi fundado em 19 de novembro de 1955, a partir da fusão de três clubes amadores de Linares, sob o nome de Club Deportivo Lister Rossel. Atualmente disputa a Segunda División Profesional, terceira e última divisão profissional do futebol chileno.
Entre suas conquistas, destacam-se três títulos da Tercera División (quarta divisão) e um título da Tercera División B (quinta divisão).
O "Depo" (apelido do clube) manda seus jogos no estádio Fiscal Tucapel Bustamante Lastra, inaugurado em 1921 e com capacidade estimada para 4.000 espectadores. Seus principais rivais tradicionais são o Ñublense, com quem protagonizava o antigo clásico "del sur del ascenso", e o Rangers, com quem disputava o tradicional Clásico del Maule nos tempos de segunda divisão. O clube também mantém rivalidades secundárias com o Curicó Unido e a Iberia.

## História

### Antecedentes
O futebol começou a se desenvolver em Linares, desde o início do século XX, por meio de diversos torneios de caráter amador. Foi assim que, em 21 de maio de 1907, nasceu o Club Arturo Prat de Linares, o decano do futebol na cidade maulina. O futebol ganhou ainda mais relevância em Linares com a inauguração do Estádio de Linares, em 1920, e o surgimento de novas equipes. Em nível nacional, o futebol profissional ia se expandindo para mais regiões do país. O nascimento da Segunda Divisão, em 1952, permitiu que equipes relativamente distantes da capital do país participassem dos torneios profissionais. Foi assim que o Rangers, em 1952, o Alianza de Curicó, em 1954, e o Deportes La Serena, em 1956, estrearam no futebol profissional.

### Fundação
Diante desse cenário, os dirigentes de Linares decidiram tentar entrar no futebol profissional. Em 19 de novembro de 1955, na secretaria do Conselho Local de Esportes, os sócios dos três principais clubes da cidade ― Olimpia, Español e Arturo Prat — aprovaram a fusão em um único clube a qual e o batizaram como Club Deportivo Lister Rossel, em homenagem a Lister Rossel Pincheira, médico pediatra falecido em 23 de outubro de 1954, aos 40 anos, e que deixou grande legado na comunidade linarense. Rossel foi delegado da Associação de Linares junto à Associação Nacional do Futebol Amador (ANFA) e à Federação de Futebol do Chile (FFCh) em Santiago por mais de 15 anos.
A nova equipe adotou as cores das instituições fundidas, com um uniforme desenhado por Julián San Vicente Armentía, que, em sua condição de basco, inspirou-se no Athletic de Bilbao da Espanha. O criador do escudo foi Gustavo Nuche Cañón.

### Primeiros passos
Ainda em 1956, o clube candidatou-se com entusiasmo à Segunda Divisão, mas em 21 de março daquele ano, a Associação Central de Futebol (antigo nome da Associação Nacional de Futebol Profissional) comunicou que não ampliaria o número de vagas no profissionalismo, de modo que a equipe não pôde disputar a divisão de acesso naquele ano. Participou então da associação local, conquistando seu primeiro título sob o comando do técnico uruguaio Omar Cabral Díaz.
Finalmente, em 17 de janeiro de 1957, o clube foi aceito na divisão de acesso (División de Ascenso Profesional), cumprindo o objetivo dos fundadores. Em 12 de maio de 1957, comandados por Cabral, estrearam no futebol profissional em Curicó, sendo derrotados por 1–2 pelo anfitrião Alianza de Curicó. Em 1958, 1959 e 1960, participou com relativo sucesso do Campeonato Regional de Concepción. O Lister Rossel teve uma campanha destacada, que lhe permitiu pleitear e ser aceito na Divisão de Acesso Profissional a partir de 1961.

### Anos de 1960
No Campeonato da Segunda Divisão de 1964, o clube esteve muito perto de conquistar o acesso à Primeira Divisão, terminando na 2ª colocação da tabela, a apenas 4 pontos do líder e promovido O'Higgins. No entanto, foi em 1968 que teve sua melhor chance de chegar à divisão de honra do futebol chileno. Classificou-se como líder para o quadrangular final do campeonato, mas nele acabou em quarto lugar, bem distante do primeiro colocado e campeão, o Antofagasta Portuario.

### Anos de 1970
Com o passar do tempo, e após algumas temporadas na Segunda Divisão do futebol chileno, em 1974, dirigentes e autoridades locais decidiram mudar o nome para Club de Deportes Linares, a fim de dar maior representatividade à comuna.

### Anos de 2010
Em 15 de outubro de 2011, conquistou o retorno à Tercera A (terceira divisão), ao vencer fora de casa o Ferroviarios por 3–0. No dia 29 do mesmo mês, sagrou-se também campeão da quarta divisão, ao derrotar o Jugendland por 4–1 em Peñaflor.
Finalmente, no torneio da Tercera A (então quarta divisão) de 2019, o Deportes Linares sagrou-se campeão e garantiu o retorno ao profissionalismo. O elenco albirrojo empatou sem gols em casa contra o Provincial Ovalle e aproveitou o empate em 2–2 entre Deportes Concepción e Deportivo Pilmahue, alcançando 55 pontos e mantendo cinco de vantagem a uma rodada do fim.
O Deportes Linares (desde 1974) também já utilizou as denominações Frutilinares (1992) e Linares Unido (2006). Tem participado ininterruptamente de competições nacionais desde 1961 (entre 1958 e 1960 disputou o Regional de Concepción), conquistando os títulos da Tercera División em 1994 e 2019, e da Tercera División B em 2011.

## Cronologia no Campeonato Chileno de Futebol
| Período  | Período | Nível            | Competição                   | Organização                                 | Organização |
| -------- | ------- | ---------------- | ---------------------------- | ------------------------------------------- | ----------- |
| 1957     | 1957    | Segunda divisão  | Segunda División             | Associação Nacional do Futebol Profissional | ANFP        |
| 1961     | 1991    | Segunda divisão  | Segunda División             | Associação Nacional do Futebol Profissional | ANFP        |
| 1992     | 1994    | Terceira divisão | Tercera División             | Associação Nacional do Futebol Amador       | ANFA        |
| 1995     | 2001    | Segunda divisão  | Segunda División / Primera B | Associação Nacional do Futebol Profissional | ANFP        |
| 2002     | 2010    | Terceira divisão | Tercera División             | Associação Nacional do Futebol Amador       | ANFA        |
| 2011     | 2011    | Quarta divisão   | Tercera División B           | Associação Nacional do Futebol Amador       | ANFA        |
| 2012     | 2012    | Quarta divisão   | Tercera División A           | Associação Nacional do Futebol Amador       | ANFA        |
| 00201300 | 2015–16 | Terceira divisão | Segunda División Profesional | Associação Nacional do Futebol Profissional | ANFP        |
| 2017     | 2019    | Quarta divisão   | Tercera División A           | Associação Nacional do Futebol Amador       | ANFA        |
| 2020     | 2020    | Terceira divisão | Segunda División Profesional | Associação Nacional do Futebol Profissional | ANFP        |
| 2021     | 2022    | Quarta divisão   | Tercera División A           | Associação Nacional do Futebol Amador       | ANFA        |
| 2023     | hoje    | Terceira divisão | Segunda División Profesional | Associação Nacional do Futebol Profissional | ANFP        |

## Títulos
| CAMPEONATOS NACIONAIS | CAMPEONATOS NACIONAIS | CAMPEONATOS NACIONAIS | CAMPEONATOS NACIONAIS | CAMPEONATOS NACIONAIS     |
| Nível                 | Nível                 | Competição            | Título                | Ano                       |
| --------------------- | --------------------- | --------------------- | --------------------- | ------------------------- |
| Terceira divisão      | Amador                | Tercera División      | 1                     | 1994                      |
| Quarta divisão        | Amador                | Tercera B             | 1                     | 2011                      |
| Quarta divisão        | Amador                | Tercera División A    | 2                     | 2019 e 2022               |
| CAMPANHAS DE DESTAQUE |                       |                       |                       |                           |
| Nível                 | Nível                 | Competição            | Feito                 | Ano                       |
| Primeira divisão      |                       | nenhum                | nenhum                |                           |
| Segunda divisão       | Profissional          | Segunda División      | Vice-campeão          | 1964 (como Lister Rossel) |
| Terceira divisão      | Amador                | Tercera División      | Vice-campeão          | 2003                      |
| Quarta divisão        | Amador                | Tercera División A    | Vice-campeão          | 2012                      |
| Quinta divisão        |                       | nenhum                | nenhum                |                           |